# Liste de ponts d'Arménie
Cette liste de ponts d'Arménie a pour vocation de présenter une liste de ponts remarquables d'Arménie, tant par leurs caractéristiques dimensionnelles, que par leur intérêt architectural ou historique.
Elle est présentée sous forme de tableaux récapitulant les caractéristiques des différents ouvrages qui peuvent être triés selon les diverses entrées pour voir ainsi un type de pont particulier ou les ouvrages les plus récents par exemple. La colonne "type" donne la classification de l'ouvrage parmi ceux présentés, les colonnes Portée et Long. (longueur) sont exprimées en mètres et enfin Date indique la date de mise en service du pont.

## Ponts présentant un intérêt historique ou architectural
|  |   | Nom                                               | Arménien          | Distinction                                    | Long. | Type                        | Voie portée Voie franchie | Date         | Localisation                             | Province       | Ref.          |
|  | - | ------------------------------------------------- | ----------------- | ---------------------------------------------- | ----- | --------------------------- | ------------------------- | ------------ | ---------------------------------------- | -------------- | ------------- |
|  | 1 | Pont de Sanahin                                   | Սանահինի կամուրջ  | Monument ID 5.2/23                             | 60    | Maçonnerie 1 arche          | Debed                     | 1195         | Alaverdi                                 | Lorri          | [ A 1 ] [ 1 ] |
|  | 2 | Pont sur l'Akhourian détruit avant le XIXe siècle |                   | Frontière Arménie - Turquie Portée : 30 mètres |       | Maçonnerie 1 arche          | Hors service Akhourian    | XIIIe siècle | Ani 40° 30′ 15,9″ N, 43° 34′ 22,1″ E     | Shirak Turquie | [ 2 ]         |
|  | 3 | Pont d'Ashtarak                                   |                   | Monument ID 2.1/21                             |       | Maçonnerie                  |                           | 1664         | Achtarak                                 | Aragatsotn     | [ A 2 ]       |
|  | 4 | Pont Rouge                                        | Կարմիր կամուրջ    | Monument ID 1.6/84                             | 80    | Maçonnerie 4 arches brisées | Hrazdan                   | 1679         | Erevan 40° 10′ 18,5″ N, 44° 30′ 00,1″ E  | Erevan         | [ A 3 ]       |
|  | 5 | Pont d'Ochakan                                    |                   | Monument ID 2.113/24                           |       | Maçonnerie 5 arches brisées | H19 Kasakh                | 1706         | Ochakan 40° 15′ 23,5″ N, 44° 18′ 52,4″ E | Aragatsotn     | [ A 4 ]       |
|  | 6 | Pont de la Victoire                               | Հաղթանակի կամուրջ | Monument ID 1.6/85                             | 200   | Arc                         | Hrazdan                   | 1945         | Erevan 40° 10′ 29,2″ N, 44° 29′ 58,9″ E  | Erevan         |               |
|  | 7 | Pont suspendu de Khndzoresk                       |                   | Monument ID 9.45/5 Portée : 160 mètres         |       | Suspendu Acier              | Passerelle                | 2012         | Khndzoresk                               | Syunik         | [ 3 ]         |

## Grands ponts
Ce tableau présente les plus grands ponts d'Arménie (liste non exhaustive).
|  |   | Nom                   | Arménien             | Portée | Long. | Type                     | Voie portée Voie franchie | Date | Localisation                              | Province    | Ref.  |
|  | - | --------------------- | -------------------- | ------ | ----- | ------------------------ | ------------------------- | ---- | ----------------------------------------- | ----------- | ----- |
|  | 1 | Pont de Nor-Hachn     | Նոր Հաճընի կամուրջը  | 160    | 640   | Treillis Acier           | H5 Voie ferrée Hrazdan    | 1981 | Erevan 40° 17′ 19,3″ N, 44° 35′ 24,2″ E   | Erevan      | [ 4 ] |
|  | 2 | Pont de Jermuk        |                      | 120    | 168   | Arc Acier, tablier porté | H42 Arpa                  | 1972 | Djermouk 39° 50′ 17,8″ N, 45° 40′ 19,3″ E | Vayots Dzor | [ 5 ] |
|  | 3 | Grand pont du Hrazdan | Հրազդանի Մեծ կամուրջ | 115    | 335   | Arc Béton, tablier porté | Kievyan Street Hrazdan    | 1956 | Erevan 40° 11′ 29,5″ N, 44° 28′ 56,4″ E   | Erevan      |       |